# 임고
임고(任固, ? ~ 23년)는 전한 말기 ~ 신나라의 제후로, 전한의 태상 임천추의 증손이다.

## 생애
원시 원년(1년), 아버지 임잠의 뒤를 이어 익양후(弋陽侯)에 봉해졌다.
경시 원년(23년), 신나라가 멸망하였다. 임고는 난리통에 병사들에게 피살되었다.

## 출전
- 반고, 《한서》 권17 경무소선원성공신표

| 선대 아버지 익양효후 임잠 | 전한 ~ 신의 익양후 1년 ~ 23년 | 후대 (신 멸망) |